# Факультет экономики бизнеса Восточно-Сараевского университета
Факультет экономики бизнеса Восточно-Сараевского университета (серб. Факултет пословне економије Универзитета у Источном Сарајеву) — структурное подразделение Восточно-Сараевского университета, одного из двух государственных высших учебных заведений Республики Сербской.

## История

### Высшая школа внешней торговли
Свою историю Факультет экономики бизнеса Восточно-Сараевского университета отсчитывает с 21 июля 1993 года, когда была образована Высшая школа внешней торговли (серб. Виша школа за спољну трговину) в Биелине. Школа была образована с целью подготовки будущих специалистов в области внутренней и внешней торговли, менеджмента, финансов, бухгалтерии, страхования, налоговой деятельности, транспорта, банковского дела, деловых, статистических и других информационных систем. Также школа должна была готовить будущих преподавателей бизнес-информатики. Первое зачисление состоялось в октябре 1993 года, когда в школу поступили около 300 человек: учебный процесс продолжался, несмотря на разгоревшиеся боевые действия.
Начиная с 1993/1994 учебного года, подготовка велась только по специальностям «внешняя торговля» и «финансы». С 1999/2000 учебного года был открыт на бор на специальность «бизнес-информатика», с 2001/2002 года началась подготовка менеджеров в области страховой деятельности, сотрудников налоговой сферы и экспедиторов. Выпускники продолжали обучение в магистратурах других факультетов. С 1993 по 2005 годы школу окончили более 3300 человек.
Директорами Высшей школы были:
- профессор Будимир Стакич (1993—1998)
- профессор Пайно Панич (1998)
- профессор Драгутин Мирович (1998—2005)

### Факультет
28 июля 2005 года школа была преобразована в факультет внешней торговли (серб. Факултет спољне трговине) в соответствии с распоряжением Народной скупщины Республики Сербской. 21 июня 2007 года факультет на основании закона «О высшем образовании» от 2006 года был интегрирован в состав Восточно-Сараевского университета. 20 августа 2009 года по решению руководства университета Факультет внешней торговли был переименован в Факультет экономики бизнеса.
Факультет сотрудничает с более чем 80 общественными и частными предприятиями, на которых студенты проходят практику. Традиционно он тесно сотрудничает с экономическим факультетом Белградского университета. В числе профессоров факультета экономики Белградского университета, которые преподают на факультете экономики бизнеса в Биелине, доктора экономических наук Елена Кочович и Раде Станкич. Кроме того, многие преподаватели Восточно-Сараевского университета, такие как доцент Мирела Митрашевич, закончили магистратуру и докторантуру экономического факультета Белградского университета.
Деканом факультета является доктор Весна Петрович, которая была в числе первых выпускников Высшей школы внешней торговли. По данным на 2024 год, выпускниками факультета с 2005 года стали более 1500 человек (в 2024 году выпускались 37 бакалавров и 18 магистров).

## Образование
Обучение на факультете ведётся в течение четырёх лет. Факультет готовит выпускников по трём бакалаврским программам:
- Внешняя торговля, налоги и пошлины (240 ECTS-кредитов)
- Финансы, банковское дело и страхование (240 ECTS-кредитов)
- Бизнес-информатика (240 ECTS-кредитов)

В университете также ведётся обучение по трём программам магистратуры продолжительностью один год каждая:
- Международная экономика (дополнительные 60 ECTS-кредитов)
- Финансы, банковское дело и страхование (дополнительные 60 ECTS-кредитов)
- Цифровая экономика (дополнительные 60 ECTS-кредитов)

Общие предметы изучаются на первых двух курсах, на третьем учащиеся делают окончательный выбор специальности, по которой продолжат обучение в оставшиеся два года. Дипломы выпускников факультета признаются в республиках Балканского полуострова и ряде других стран (в том числе в странах-членах ЕС).

## Помещения
Здание факультета располагается в городе Биелина в комплексе площадью 7500 м². В структуру корпуса факультета входят восемь современных аудиторий для слушателей лекции, амфитеатр на 500 мест, амфитеатр на 250 мест, компьютерная лаборатория, лингвофонная лаборатория (для изучения иностранных языков), библиотека, читальный зал на 50 мест и канцелярия.

## Научная деятельность
Факультет выпускает два раза в год собственный журнал «Нови економист», а также раз в три года проводит научно-практическую конференцию ЕКОНБИЗ в Биелине: в июне 2022 года состоялась X подобная конференция. На факультете действует организация активных студентов и организация выпускников.